# Đuro Đaković
Đuro Đaković (Brodski Varoš, 30. studenoga 1886. – Oštri vrh kod Svetog Duha, Slovenija, 25. travnja 1929.), bio je hrvatski političar, sindikalni vođa, jedan od osnivača Komunističke Partije Jugoslavije 1919. godine i organizacijski tajnik Centralnog Komiteta KPJ-a od 1928. godine pa sve do smrti.

## Životopis
Đuro Đaković rođen je u Brodskom Varošu kraj Broda na Savi 1886. godine. U Sarajevu kao metalski radnik 1905. i 1906. godine sudjeluje u prvim radničkim štrajkovima u Bosni, a 1910. godine djeluje kao istaknut omladinski rukovodilac u tome gradu. Po izbijanju Prvoga svjetskog rata biva uhićen zbog proturatnog djelovanja, nakon čega ga vojni sud kao veleizdajnika osuđuje na smrt. Kasnije je amnestiran i upućen na prisilni rad u Arad i Komoran.
Organizirao je veliki štrajk građevinara 1919. godine, a bio je i članom Centralne uprave Saveza metalaca za BiH i uprave Glavnog radničkog saveza BiH.
Jedan je od osnivača Socijalističke Radničke Partije Jugloslavije (komunista) u Bosni i Hercegovini, a 1920. godine izabran je u Centralno partijsko vijeće KPJ-a. Zastupnikom KPJ-a u Ustavotvornoj skupštini bio je 1920. godine.
Godine 1920. angažira se u sindikalnoj kampanji za oslobađanje uhićenih rudara, sudionika Husinske bune.
Godine 1921. bio je delegatom KPJ-a na Trećem kongresu Kominterne u Moskvi. Više je puta uhićivan, mučen i proganjan, a od 1922. do 1926. godine interniran je u rodnome mjestu.
Po odlasku u Zagreb 1926. godine postao je tajnikom Oblasnog odbora Saveza metalaca Hrvatske.
Bio je jedan od najistaknutijih boraca protiv frakcija u vrhovima KPJ-a. Tijekom 1927. i 1928. godine boravi na Lenjinovom sveučilištu u Moskvi, a u Kraljevinu SHS vratio se je kao opunomoćenik Kominterne za sprovođenje Otvorenog pisma upućenog članovima KPJ-a. Na Četvrtom kongresu KPJ-a u Dresdenu 1928. godine postao je organizacijski tajnik CK KPJ.
Kao veliki protivnik Šestosiječanjske diktature, u travnju 1929. godine uhićen je u Zagrebu i mučen. Nedugo zatim odveden je na tadašnju jugoslavensko-austrijsku granicu, gdje su ga žandari, pri insceniranom bijegu, ubili 25. travnja, s Nikolom Hećimovićem, tajnikom Crvene pomoći.
Đurin sin, Stjepan Đaković, rođen 1912. godine u Sarajevu, također je bio član KPJ-a te je kao sudionik Narodnooslobodilačkog pokreta u Hrvatskoj ubijen od ustaša u Zagrebu 1942. godine.

## Spomen i baština
- U vrijeme Španjolskoga građanskog rata jedan je bataljon 129. internacionalne brigade Španjolske republikanske vojske u svibnju 1937. godine po njemu nazvan Bataljon "Đuro Đaković".[6]
- U Belgiji je tijekom Drugoga svjetskog rata, u sklopu oružanoga pokreta te zemlje, od iseljenika s područja Jugoslavije formirana jedinica "Đuro Đaković".[7]
- Đuro Đaković Holding d.d., strojarska grupacija iz Slavonskog Broda, dobila je ime po njemu 1947. godine.[8]
- Dvadeset godina nakon smrti, 25. travnja 1949. godine, njegovi su posmrtni ostaci svečano preneseni u Beograd i pokopani u grobnicu na Kalemegdanu, pokraj posmrtnih ostataka Ivana Milutinovića i Ive Lole Ribara.
- 1979. godine arhitekt Fedor Tolja projektirao je Spomen-park "Đuro Đaković" u Đakovićevu rodnom Brodskom Varošu.[9]
- 1986. godine u Zagrebu mu je postavljeno poprsje, rad kipara Vanje Radauša.[10]

## Vanjske poveznice
- Krležijana: Đaković, Đuro  Arhivirana inačica izvorne stranice od 14. listopada 2014. (Wayback Machine)
- Životopis Đure Đakovića na stranici grada Slavonskog Broda
- Spomen-park Đure Đakovića u Slavonskom Brodu  Arhivirana inačica izvorne stranice od 29. kolovoza 2013. (Wayback Machine)
- Konačno kreće obnova kuće Brlić i spomen parka Đuro Đaković (22. III 2013)
- Kuća Brlić i spomen park Đure Đakovića još na čekanju (24. V 2013)